# Luhan (flod)
Luhan eller Lugan (ukrainsk: Лугань , russisk: Лугань; også kendt som Luhanka eller Luganka, (Луганка) er en flod i Ukraine, en højre biflod til Seversky Donets, i Donbækkenet. Den er 198 km lang og har et afvandingsområde på 3.740 km2. Den har givet navn til byen Luhansk, der ligger omkring floden. Luhan-floden udspringer i den østlige del af Horlivka i Donetsk oblast.